# Desoria hiemalis
Desoria hiemalis är en urinsektsart som först beskrevs av Schött 1893.  Desoria hiemalis ingår i släktet Desoria, och familjen Isotomidae. Arten är reproducerande i Sverige.